# Сапожинський ліс (заказник)
Сапо́жинський ліс — ландшафтний заказник місцевого значення в Україні. Розташований у межах Гощанського району Рівненської області, між селами Пашуки і Сапожин. 
Площа 31,9 га. Статус надано згідно з рішенням облради від 27.05.2005 року № 584. Перебуває у віданні ДП «Острозький лісгосп» (Гощанське л-во, кв. 17, вид. 3, 5, 8, 9). 
Статус надано з метою збереження частини лісового масиву з насадженнями дуба, граба, берези тощо. У трав'яному покриві: лілія лісова, коручка чемерникоподібна, анемона жовтецева, рівноплідник рутвицелистий та інші.